# El Abiodh Sidi Cheikh
El Abiodh Sidi Cheikh là một đô thị thuộc tỉnh El Bayadh, Algérie. Dân số thời điểm năm 2002 là 20.675 người.